# Fiholmsgraven
Fiholmsgraven i Jäders kyrka i Södermanland ligger under kyrkans sakristia. Det var det ökande behovet av högadliga gravplatser i kyrkan som var skälet till att större delen av källarutrymmet under sakristian kom att tas i anspråk som gravvalv för att inrymma Fiholmsgraven.
En mellanvägg byggdes mot pelaren i källaren så att två rum bildades, det ena med trappa från sakristian, det andra blev gravvalv med trappa ner från långhuset. En järndörr installerades. De äldsta daterade kistorna i Fiholmsgraven är från 1676. Valvet kan ha iordningställts till Ture Oxenstierna den yngres begravning detta år.
Kistorna tillhör följande personer:
- 1) Ture Oxenstierna af Croneborg d.y. (1645-1676), greve, överste, son till greve Ture Oxenstierna af Croneborg d.ä. (1614-1669) och grevinnan Sigrid Oxenstierna af Korsholm och Wasa (1612-1651). Kistan är av koppar och är delvis klädd med röd sammet. Den har rika beslag, emblem och kartuscher av förgylld koppar. På ena gaveln finns ett grevevapen för Oxenstierna af Croneborg och på sidorna finns anvapen. Inskrift:"Greve Thure Oxenstierna till Croneborg, Kimito, Stureforssa, Sevald och Stensta. Född 1648. Död 1676."

På locket finns ett förgyllt krucifix.
- 2) Anna Oxenstierna af Croneborg (1648-1676), dotter till greve Ture Oxenstierna af Croneborg d.ä. (1614-1669) och grevinnan Sigrid Oxenstierna af Korsholm och Wasa (1612-1651).  Kistan är av förgylld koppar och har rika beslag av emblem, ymnighetshorn och lister med akantusornamentik. På ena gaveln finns grevevapen för Oxenstierna av Croneborg och på långsidorna finns anvapen. Inskrift:

"Fröken Anna Oxenstierna, Dotter till Croneborg, Friherrinna till Kimito, Fröken till Stureforssa, Sevald och Stensta. Född 1648. Död 1676."
Kistan har sex tillplattade kulfötter. På locket finns ett förgyllt krucifix.
- 3) Märta Oxenstierna af Croneborg (1641-1678), syster till föregående (nr 2).

Kistan är av förgylld koppar och har samma utförande som kista nr 2 (ovan). Inskrift:
" Fröken Märta Oxenstierna, Grefvedotter till Croneborg, Friherrinna till Kimito, Fröken till Stureforssa, Sevald och Stensta. Född 1641. Död 1678."
- 4-5) Två små Barnkistor, tillhörande okända barn ur familjen Oxenstierna. De är mycket förfallna och är inneslutna i ett träfodral.
- 6) Gabriel Oxenstierna af Croneborg (1642-1707), greve, kansliråd, minister, bror till Anna och Märta Oxenstierna (nr 2 resp 3). Gift 1673 med grevinnan Christina Oxenstierna af Södermöre (1645-1710), dotter till greve Erik Oxenstierna af Södermöre och grevinnan Elisabeth Brahe.  Sarkofag av vit och grön marmor, med svängda sidor. Karnisprofilerat lock med musseldekor. På gaveln finns grevevapen för Oxenstierna af Croneborg. Ingen inskrift finns på sarkofagen.
- 7) Christina Oxenstierna af Södermöre (1645-1710), dotter till greve Erik Oxenstierna af Södermöre och grevinnan Elisabeth Brahe. Gift 1673 med Gabriel Oxenstierna (nr 6).  Sarkofag av svart, blankslipad marmor, med raka sidor och sex fötter. På ena gaveln Oxenstiernas vapen och inskrift:  "Christina Eriksdotter Oxenstierna. Grefinna till Croneborg, Söder Möre och Fiholm m m född MDCXLV, död MDCCX."
- 8) Axel Gabriel Oxenstierna af Croneborg (1679-1755), greve, son till Gabriel Oxenstierna af Croneborg (1642-1707) och Christina Oxenstierna af Södermöre (1645-1710) (nr 6 resp 7).  Sarkofag av svart, blankslipad marmor med bukiga sidor och sex fötter. På ena gaveln Oxenstiernas vapen. På locket finns en plåt med inskrift: "Grefve Axel Gabriel Oxenstierna af Croneborg, herre till Fiholm, Tidö, Wikhus, Tärnö och Wernanäs, född MDCLXXIX, död MDCCLV."
- 9) Wilhelmina Beck-Friis, född Staël von Holstein (1725-1786), friherrinna, dotter till friherre Otto Wilhelm Staël von Holstein och friherrinnan Elisabeth Stuart. Gift 1745 med greve Joakim Beck-Friis (1722-1797), son till Corfitz Ludvig Beck (sedermera Beck-Friis) och Maria Sofia Skogh. Kistan är av brunmålad furu. Dess nederdel är av pressat och förtent järn. Kistan var svårt skadad och inneslöts 1950 i en ny kista av impregnerad furu. På lockets huvud- och fotändar finns silverplåtar, vilka flyttats över från den ursprungliga kistan. Inskrift på huvudändan:  "Härunder hvilar den / i lifstiden / Högwälborna Fru Grefinnan och Ricksrådinnan / Beckfriis / född Friherrinna Wilhelmina Stael von Holstein / som dog den 22 Sept 1786. Sedan hon lefvat uti 62 åhr / sitt Kiön till prydnad / och / uti 41 åhr under en lius sammanlefnad fägnat / sin af hiertat sörjande och efterlemnade / Herre / Den högste Guden fägnar Hennes sälla siäl." Inskrift på fotändan: "Och när Tu sidst besluta må / at jag skall hädanfara / så låt tig få bo och wara / och blandt tit folck i himmels högd / åtnita evig lust och frögd / för Jesu död och pina / PS 264.v.4."
- 10) Joakim Beck-Friis (1722-1797), son till Corfitz Ludvig Beck (sedermera Beck-Friis) och Maria Sofia Skogh. Kistan är av ek och har bukig form med sex fötter. Den har åtta järnhandtag med beslag. På locket finns silverplåtar med inskriptioner. Vid huvudändan står: "Här Hwilar / Kongl: Maijts Högst Betrodde Man / Hans Excellence f d Riks Rådet / Riddaren och Commendeuren af Kongl Maijts Orden / Högwälborne Grefwe / Herr Jochim BeckFriis / född d 18 Julii 1722 i Stockholm / Död d 3 Aug 1797 på dess Sätesgård Börringe Closter i Skåne / Han blef åhr 1743 Kammarherre hos Konung Fredrik 1ste / 1754 Asessor i Götha Hof-Rätt, 1761 Revisions-Secre- / terare. 1763 Landshöfding öfwer Kronobergs Lähn / 1769 Kongl: Majts och Swea Rikets Råd, hwilket / Embete Han i hela 22 Åhr beklädt. Samma Åhr / wald Ålderman för Ste Knuts Gille i Malmö / 1770 Riddare af Seraphimer Orden. Uti Ko- / nungens höga frånwaro, flera gonger warit Ledamot uti Regeringen. Som Ordförande ägt / inseendet öfwer Barnhusen och Hospitalerna uti / Riket i hela 28 Åhrs tid." Inskrift på fotändan: "John. 16: Cap: v:22 The förlagda åhr äro komne och jag går then / wägen bortt, then jag aldrig igen kommer. / 1: Sam: 16: 7 En Menniska Ser Thett för Ögo- / nen är, me Herren ser till hjärtat."  Kistan undersöktes och renoverades 1950.